# Park Gyu-ri
Park Gyu-ri (hangul: 박규리; Seúl, 21 de mayo de 1988), más conocida por su nombre monónimo Gyuri, es una cantante, actriz y personalidad radiofónica surcoreana. Es miembro del grupo femenino surcoreano Kara.

## Vida
Gyu-ri nació el 21 de mayo de 1988, en Seúl, Corea del Sur.
En octubre de 2019 anunció que estaba en una relación con Song Ja-ho, el nieto mayor del dueño de la compañía "Dongwon Construction", sin embargo en septiembre de 2021, la pareja anunció que habían terminado su relación, después de dos años.
En julio de 2024 sufrió una fractura de pómulo, a causa de la cual tuvo que suspender sus actividades programadas para ese mes; el período de recuperación se estimaba en cuatro cinco semanas.

### Exnovio
Anteriormente, Park Gyuri de KARA emitió un comunicado a través de su agencia explicando que asistió a la Oficina del Fiscal del Distrito Sur de Seúl para declarar en la investigación que enfrenta su exnovio por un presunto fraude de criptomonedas.

En su declaración, la artista dejó en claro que no participó en ninguna actividad ilegal relacionada con el negocio de las criptomonedas y que no obtuvo ninguna ventaja injusta de su relación. Sin embargo, tratando de dejar la situación aún más clara, Park Gyuri compartió sus pensamientos este 22 de febrero a través de su cuenta de Instagram, donde escribió:
"Escribiendo y borrando lo que escribo varias veces al día, creando todo tipo de oraciones en mi mente y eliminándolas y repitiéndolas, estoy escribiendo esta publicación porque todo se vino abajo mientras leía los títulos de los artículos ayer y hoy. Había muchas cosas que quería decir pero no lo hice. Las personas a mi alrededor me consolaron diciendo que la situación mejorará en poco tiempo si persevero.
(…) cada vez que eso sucedía, me mencionaban en los títulos de los informes en lugar de “él” y se convirtió en su escudo, y la gente decía las cosas como les placía (…) mientras hacían clic en estos títulos provocativos mientras que yo tendría que soportar todo con la boca cerrada debido a la naturaleza de mi carrera.
(…) Si hice algo mal, creo que mi mayor defecto es que no terminé esa relación antes." 

## Carrera
De niña se convirtió en una actriz con su primer rol televisivo en la serie Today is a Nice Day (1995), interpretando a la novia del hermano de Kang Ho-dong. En 2001, apareció como la versión adolescente del personaje de Kim Jung-eun en Ladies of the Palace.

### Debut con Kara
Debutó como una de las cuatro miembros de Kara el 29 de marzo de 2007. Como líder del grupo, ella dio el nombre, el cual proviene de la palabra griega chara (χαρά: "Alegría"). El grupo experimentó un número de cambios, pero obtuvo éxito comercialmente.
En 2009 se convirtió en una invitada permanente en el reality show Star Golden Bell.

### Expiración de contrato
El 19 de enero de 2011, Gyuri fue la única miembro de Kara en quedarse con su agencia DSP Media durante una disputa de contrato en la cual las otras miembros liberaron una declaración que anunciaba que rescindían su contrato con DSP Media. La disputa de contrato fue posteriormente resuelta.
El 15 de enero de 2016, su contrato con DSP Media caducó. Sin embargo, ella aseguró que Kara no se había disuelto, incluso a pesar de que sus miembros estaban ahora bajo diferentes agencias, y que tenían la esperanza de colaborar en un álbum de surgir la oportunidad en el futuro. Luego se unió a otra agencia para perseguir una carrera en la actuación.
El mismo año, fue elegida en el drama histórico Jang Yeong-sil.
En 2018, Park se unió al elenco de la película Miyak.

## Discografía

### Como artista presentada
| Año  | Álbum                                    | Sencillo                     | Artista | Duración |
| ---- | ---------------------------------------- | ---------------------------- | --- | -------- |
| 2010 | MBC Music Travel LaLaLa Live Vol. 7      | "Gil (Road)"                 | No Brain feat. Gyuri, SeungYeon & Nicole | 04:00    |
| 2010 | MBC Music Travel LaLaLa Live Vol. 11     | "Bingeul Bingeul" (빙글빙글) | No Brain feat. Gyuri & KARA | 03:55    |
| 2010 | Hong Kyung Min Vol. 10 – Special Edition | "Day After" (일 후)          | Gyuri & Hong Kyung-min | 03:21    |
| 2010 | N/A                                      | "If U Cannot"                | Park Jung-min feat. Gyuri | 03:43    |
| 2010 | G20 Seoul Summit 2010 Project Album      | "Let's Go"                   | Gyuri, Changmin, Jun. K, Bumkey, Gayoon, Kahi, ANNA, JunHyung, G.NA, Luna, LaLa Seohyun, IU, G.O, Min, Jaekyung, Jonghyun, Jieun, Seo In-guk, Son Dam-bi & Sungmin | 03:34    |
| 2014 | W Foundation Campaign                    | "Talk About Love"            | Varios artistas | 04:56    |
| 2015 | The Little Prince 6th Single             | "The Little Prince"          | Gyuri & From the Airport | 03:34    |
| 2015 | The Little Prince 6th Single             | "Return"                     | Gyuri & From the Airport | 03:24    |
| 2015 | One Dream One Korea Project              | "One Dream One Korea"        | Varios artistas | 04:56    |
| 2017 | The Boy Who Jumped                       | "Night And Day"              | Gyuri & From the Airport | 03:34    |

### Banda sonora
| Año  | Banda sonora                     | Pista                                          | Duración | Notas                  |
| ---- | -------------------------------- | ---------------------------------------------- | -------- | ---------------------- |
| 2010 | Daemul OST                       | "Mi Amor" (내 사랑)                            | 04:23    | Dúo con Kang Ji-young  |
| 2011 | 200 libras de belleza OST        | "María"                                        | 03:21    |                        |
| 2011 | 200 libras de belleza OST        | "Chica bonita"                                 | 01:55    |                        |
| 2011 | City Hunter OST                  | "Mirada Solo En ti" (그대만 봐요)              | 04:13    |                        |
| 2011 | Hooray Para Amor OST             | "Indecisive" (갈팡질팡)                        | 03:36    | Dúo con Cho Hyun-joven |
| 2012 | Tasty Vida OST Parte 2           | "Me Encanta Tú Más del alma" (영혼보다 사랑해) | 03:48    | [ 18 ]                 |
| 2012 | El Vidente Grande OST            | "Rompiendo Destino" (운명을 깨고)              | 03:59    | [ 19 ]                 |
| 2013 | Tienda de uña Paris OST          | " Esperaré Para ti" (기다릴 거에요)            | 03:46    | [ 20 ]                 |
| 2013 | Galileo 2 OST                    | "Beso"                                         | 04:14    |                        |
| 2013 | Galileo 2 OST                    | "El más Encantado"                             | 05:46    |                        |
| 2013 |                                  | "Anata Ga Iru Kara"                            | 04:22    |                        |
| 2014 | Generación inspiradora OST       | "Sueño Un Poco Sueño De mí" (내 작은 꿈을 꿈)  | 02:55    |                        |
| 2014 |                                  | "Rodamiento En El Profundo"                    | 03:50    |                        |
| 2014 | Amor secreto OST                 | "Primer Amor" (첫사랑)                         | 03:30    | Dúo con Han Seung-yeon |
| 2014 | Hombre de hoja OST               | "Hola"                                         | 03:02    | Dúo con Han Seung-yeon |
| 2014 |                                  | "Días de adiós"                                | 04:32    | Dúo con Han Seung-yeon |
| 2014 |                                  | "Hush Hush; Hush Hush"                         | 04:31    |                        |
| 2015 | "Sakura"                         | 05:35                                          |          |                        |
| 2015 |                                  | "Lluvia inacabable"                            | 06:35    |                        |
| 2016 | Dos Habitaciones, Dos Noches OST | "Primavera Ahora"                              | 03:36    |                        |

### Sencillos en listas musicales
| "그대만 봐요" (Look Only At You)                                          | 2011 | 73  | - KOR: 208,717 (DL)  | City Hunter OST Especial |
| "Daydream"                                                                | 2012 | 163 | Kara Solo Collection |                          |
| "—" Denota libera aquello no gráfico o no fue liberado en aquella región. |      |     |                      |                          |

## Filmografía

### Películas
| Año  | Título                      | Papel    | Notas               |
| ---- | --------------------------- | -------- | ------------------- |
| 2011 | Alfa y Omega                | Kate     | Voz-doblaje coreano |
| 2013 | Kara La Animación           | Ella     | Voz-doblaje japonés |
| 2016 | Two Rooms, Two Nights       | Mi-na    | Función principal   |
| 2016 | How to Break Up with My Cat | Lee-jung | Función principal   |

### Televisión

#### Series
| Año       | Título               | Papel                               | Red       | Notas                                          |
| --------- | -------------------- | ----------------------------------- | --------- | ---------------------------------------------- |
| 1995      | Today is a Nice Day  | Soo-mi                              | MBC       |                                                |
| 2001–2002 | Ladies of the Palace | versión adolescente de Kim Jung-eun | SBS       |                                                |
| 2008      | The Person Is Coming | colegiala                           | MBC       | junto a Goo Ha-ra, Nicole Jung y Kang Ji-young |
| 2009      | Hero                 | Cameo                               | MBC       |                                                |
| 2011      | URAKARA              | Gyu-ri                              | TV Tokyo  |                                                |
| 2012      | Reckless Family      | ella misma                          | MBC       |                                                |
| 2012      | What's Mom           | ella misma                          | MBC       |                                                |
| 2013      | Nail Shop Paris      | Hong Yuh-joo                        | MBC       |                                                |
| 2014      | Secret Love          | Park Sun-woo                        | DRAMAcube |                                                |
| 2015      | Sweet                | Jung Won                            | MBC       |                                                |
| 2016      | Jang Yeong-sil       | Joo Bu-ryeong                       | KBS1      |                                                |
| 2017      | Lovers in Bloom      | Jang Eun Joo                        | KBS1      | Drama diario                                   |

#### Programas de variedades
| Año       | Título                                                               | Red     | Notas                                                                        |
| --------- | -------------------------------------------------------------------- | ------- | ---------------------------------------------------------------------------- |
| 2009–2010 | Sunday Sunday Night’s “Parody Theater”                               | MBC     | Go Eung-chan (The 1st Shop of Coffee Prince)                                 |
| 2009–2010 | Star Golden Bell                                                     | KBS     | invitada permanente                                                          |
| 2009–2010 | Strong Heart (TV series)                                             | SBS     | Episodios 4, 5, 13, 14, 51, 52, 100, 101                                     |
| 2011      | Lulu Lala                                                            | MBC     |                                                                              |
| 2012      | Jewellery House                                                      | MBC     | MC                                                                           |
| 2013–2014 | The Show                                                             | SBS MTV | MC junto a Han Seung-yeon                                                    |
| 2014      | Sunday Night - "Exploration of Genders" (남녀소통 프로젝트 남심여심) | SBS     | junto a Jeong Jinwoon, Oh Sang-jin, Oh Man-seok, Seo Hyun-jin y Kim Min-joon |
| 2016      | I Can See Your Voice                                                 | Mnet    | Ep. #7 (miembro del panel de detectives)                                     |

## Premios y nominaciones
| Año  | Premio                  | Categoría                 | Trabajo nominado | Resultado | Ref    |
| ---- | ----------------------- | ------------------------- | ---------------- | --------- | ------ |
| 2017 | 2017 Korea Drama Awards | Premio de estrella Hallyu | Lovers in Bloom  | Ganadora  | [ 25 ] |

## Teatro y radio

### Teatro musical
| Año  | Título            | Papel | Notas                                     |
| ---- | ----------------- | ----- | ----------------------------------------- |
| 2011 | 200 Pounds Beauty | Jenny | junto a Lee Jong-hyuk, Oh Man-seok y Bada |

### Programas de radio
| Fecha                                          | Nombre                        | Notas                  |
| ---------------------------------------------- | ----------------------------- | ---------------------- |
| 23 de septiembre de 2009 – 14 de abril de 2010 | Super Junior's Kiss the Radio |                        |
| Mayo–agosto de 2009                            | Donggo Dongrak Radio          | Colaboración           |
| Enero de 2009                                  | Starry Night Radio            | Colaboración           |
| 5 de mayo de 2010-3 de octubre de 2011         | MBC ShimShimTaPa              | Con Shindong           |
| Enero de 2010–abril de 2010                    | SS501 Música Alto             | Con SS501 Park Jungmin |

## Anuncios
| Año  | Comercial                        | Notas                         |
| ---- | -------------------------------- | ----------------------------- |
| 2006 | Lotte Beauty Like Pomegranate CF | (Predebut)                    |
| 2010 | Karaya                           | Con Goo Ha-ra y Kang Ji-young |
| 2011 | Nature Republic                  | Con Goo Ha-ra y Kang Ji-young |
| 2012 | Shu Uemura                       | Hasta 2013                    |
| 2013 | Anna Sui                         |                               |